# Вахидин Судирохусодо
Вахиди́н Судирохусо́до (индон. Wahidin Sudirohusodo; около 1857, Джокьякарта, Ява — 1917, там же) — индонезийский общественный и политический деятель, редактор, один из первых организаторов национального движения в Индонезии, медик, Национальный герой Индонезии (1973). В Индонезии считается отцом национального движения.
Учился в школе Tweede Europesche Lager School in Джодьякарте и медицинском училище STOVIA в Батавии, после которого десятилетие был обязан отработать доктором и прославился своими усилиями по улучшению здравоохранения для яванцев. 
Вёл широкую просветительскую деятельность. Основал и редактировал журнал «Ретно-Думилах», в котором пропагандировал необходимость расширения образования, видя в этом средство пробуждения национального самосознания. 
В Джокьякарте вокруг него образовался кружок его единомышленников. С созданием организации «Буди Утомо» (1908) был избран заместителем её председателя.